# Liste der Generalstaatsanwälte der Ukraine
Diese Liste beinhaltet die Generalstaatsanwälte der Ukraine seit deren Unabhängigkeit 1991.

Wappen der ukrainischen Generalstaatsanwaltschaft

| Liste der Generalstaatsanwälte der Ukraine | Liste der Generalstaatsanwälte der Ukraine | Liste der Generalstaatsanwälte der Ukraine | Liste der Generalstaatsanwälte der Ukraine   | Liste der Generalstaatsanwälte der Ukraine |
| Name                                       | ukrainisch                                 | Foto                                       | Amtszeit                                     |                                            |
| ------------------------------------------ | ------------------------------------------ | ------------------------------------------ | -------------------------------------------- | ------------------------------------------ |
| Wiktor Schyschkin                          | Віктор Іванович Шишкін                     |                                            | 4. September 1991 – 21. Oktober 1993         |                                            |
| Wladyslaw Dazjuk                           | Владислав Володимирович Дацюк              |                                            | 21. Oktober 1993 – 19. Oktober 1995          |                                            |
| Hryhorij Worsinow                          | Григорій Трохимович Ворсінов               |                                            | 19. Oktober 1995 – 22. Juli 1997             |                                            |
| Oleh Lytwak                                | Олег Михайлович Литвак                     |                                            | 22. Juli 1997 – 24. April 1998               |                                            |
| Bohdan Ferenz                              | Богдан Васильович Ференц                   |                                            | 24. April 1998 – 17. Juli 1998               |                                            |
| Mychailo Potebenko                         | Михайло Олексійович Потебенько             |                                            | 17. Juli 1998 – 30. April 2002               |                                            |
| Mykola Harnyk                              | Микола Васильович Гарник                   |                                            | 30. April 2002 – 6. Juli 2002                |                                            |
| Swjatoslaw Piskun                          | Святослав Михайлович Піскун                |                                            | 6. Juli 2002 – 29. Oktober 2003              |                                            |
| Hennadij Wassyljew                         | Геннадій Андрійович Васильєв               |                                            | 18. November 2003 – 9. Dezember 2004         |                                            |
| Swjatoslaw Piskun                          | Святослав Михайлович Піскун                |                                            | 10. Dezember 2004 – 14. Oktober 2005         |                                            |
| Oleksandr Medwedko                         | Олександр Іванович Медведько               |                                            | 4. November 2005 – 26. April 2007            |                                            |
| Swjatoslaw Piskun                          | Святослав Михайлович Піскун                |                                            | 26. April 2007 – 24. Mai 2007                |                                            |
| Wiktor Schemtschuk                         | Віктор Вікторович Шемчук                   |                                            | 24. Mai 2007 – 1. Juni 2007                  |                                            |
| Oleksandr Medwedko                         | Олександр Іванович Медведько               |                                            | 1. Juni 2007 – 3. November 2010              |                                            |
| Wiktor Pschonka                            | Віктор Павлович Пшонка                     |                                            | 4. November 2010 – 22. Februar 2014          |                                            |
| Oleh Machnizkyj                            | Олег Ігорович Махніцький                   |                                            | 24. Februar 2014 – 18. Juni 2014             |                                            |
| Witalij Jarema                             | Віталій Григорович Ярема                   |                                            | 19. Juni 2014 – 10. Februar 2015             |                                            |
| Wiktor Schokin                             | Віктор Миколайович Шокін                   |                                            | 10. Februar 2015 – 3. April 2016             |                                            |
| Jurij Sewruk                               | Юрій Григорович Севрук                     |                                            | 3. April 2016 (kommissarisch) – 12. Mai 2016 |                                            |
| Jurij Luzenko                              | Юрій Віталійович Луценко                   |                                            | 12. Mai 2016 – 29. August 2019               |                                            |
| Ruslan Rjaboschapka                        | Руслан Георгійович Рябошапка               |                                            | 29. August 2019 – 5. März 2020               |                                            |
| Wiktor Tschumak                            | Віктор Васильович Чумак                    |                                            | 6. März 2020 – 17. März 2020                 |                                            |
| Iryna Wenediktowa                          | Ірина Валентинівна Венедіктова             |                                            | 17. März 2020 – 19. Juli 2022                |                                            |
| Andrij Kostin                              | Костін Андрій Євгенович                    |                                            | 28. Juli 2022-– 22. Oktober 2024             |                                            |